# Pozzolengo
Pozzolengo ist eine norditalienische Gemeinde (comune) mit 3579 Einwohnern (Stand 31. Dezember 2023) in der Provinz Brescia in der Lombardei. Die Gemeinde liegt etwa 34 Kilometer ostsüdöstlich von Brescia und etwa 4 Kilometer südlich des Gardasees. Pozzolengo grenzt an die Provinzen Mantua und Verona.

## Persönlichkeiten
- Ugo Mulas (1928–1973), Fotograf
- Franco Piavoli (* 1933), Filmregisseur